# یونین سیتی (جورجیا)
یونین سیتی، جورجیا (به انگلیسی: Union City, Georgia) یک City در United States با جمعیت ۱۹٬۴۵۶ نفر است که در Fulton County, Georgia واقع شده‌است.